# AOL Desktop
AOL Desktop — интернет-приложение, разработанное компанией AOL для удобства работы. Утилита включает в себя веб-браузер, медиаплеер и клиент мгновенного обмена сообщениями. Был основан на AOL OpenRide и является в некотором роде его продолжением. Версии для Mac OS X базируются на движке WebKit.
AOL Desktop отличителен от предыдущих браузеров компанием AOL, которые до сих пор доступны пользователям. Его возможности в первую очередь сосредоточены на просмотре электронной почте, к примеру, не нужно авторизироваться на сайте AOL и входить в профиль в качестве зарегистрированного пользователя службы. Все учётные записи электронной почты будут доступны через AOL Desktop. В интерфейс приложения входит три главных кнопки, включая «MAIL», «IM» и «WEB». Первые две требуют от пользователя обязательной авторизации для входа в аккаунт как зарегистрированный пользователь.